# Campanula oreadum
Campanula oreadum är en klockväxtart som beskrevs av Pierre Edmond Boissier och Theodor Heinrich von Heldreich. Campanula oreadum ingår i släktet blåklockor, och familjen klockväxter. Inga underarter finns listade i Catalogue of Life.

## Bildgalleri

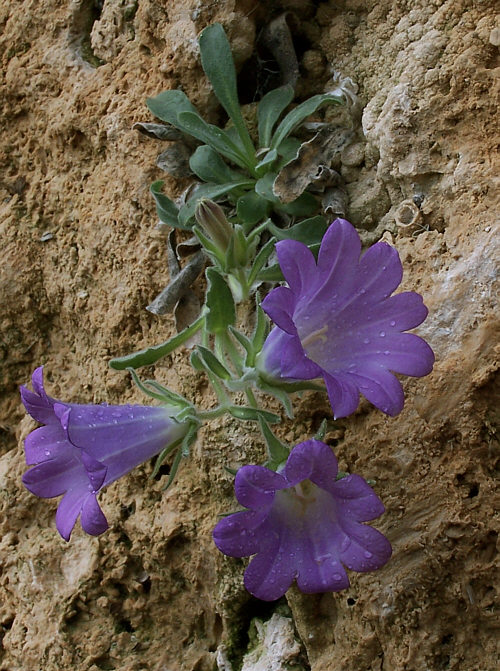